# Brian Siders
Brian Siders (ur. 11 września 1978 w Clendenin w stanie Wirginia Zachodnia) – amerykański trójboista siłowy i strongman.

## Życiorys
Brian Siders rozpoczął treningi siłowe w szkole średniej. W 1997 r. zaczął uprawiać trójbój siłowy. Wziął udział w indywidualnych Mistrzostwach Świata Strongman 2008, jednak nie zakwalifikował się do finału.
Nie wziął udziału w zawodach Arnold Strongman Classic 2011 z powodu kontuzji.
Mieszka w Charleston (Wirginia Zachodnia).
Wymiary:
- wzrost 188 cm
- waga 150 kg

## Osiągnięcia strongman
- 2005
  - 5. miejsce - Arnold Strongman Classic, USA
- 2006
  - 7. miejsce - Arnold Strongman Classic, USA
- 2007
  - 7. miejsce - Arnold Strongman Classic, USA
- 2008
  - 5. miejsce - Arnold Strongman Classic, USA
- 2009
  - 6. miejsce - Arnold Strongman Classic, USA
- 2010
  - 9. miejsce - Arnold Strongman Classic 2010, USA